# Émile Nourry
Émile Nourry (geboren am 6. Dezember 1870 in Autun (Saône-et-Loire); gestorben am 27. April 1935 in Paris) war ein Pariser Buchhändler und Verleger, der auch ein Volkskundler und einer der Wegbereiter der Volkskunde in Frankreich war.
Unter dem Pseudonym Pierre Saintyves veröffentlichte er zahlreiche Werke. Er war unter anderem Präsident der Société du folklore français und Direktor der Revue du folklore français und der Revue anthropologique sowie Dozent an der École d'anthropologie de Paris.

## Publikationen
- La Réforme intellectuelle du clergé et la liberté d'enseignement, Nourry, 1904
- Le miracle et la critique historique, Nourry, 1907
- Les saints successeurs des dieux. I. L'origine du culte des saints II. Les sources des légendes hagiographiques. III. La mythologie des noms propres, Nourry, 1907 Digitalisat
- Les Vierges mères et les naissances miraculeuses, 1908 Digitalisat
- Les reliques et les images légendaires. Le miracle de Saint Janvier, Les reliques du Buddha, Les images qui ouvrent et ferment les yeux, Les reliques corporelles du Christ, Talismans et reliques tombés du ciel, Mercure de France, 1912, 340 S. Digitalisat
- La force magique : du mana des primitifs au dynamisme scientifique, Émile Nourry, 1914 , Lire en ligne sur la BNAM Digitalisat
- Les Responsabilités de l'Allemagne dans la guerre de 1914, 1915
- Les Liturgies populaires : rondes enfantines et quêtes saisonnières, Edition du livre mensuel, 1919 Digitalisat
- Les origines de la médecine : empirisme ou magie ?, Nourry, 1920 Digitalisat
- L'éternuement et le bâillement dans la magie. L'ethnographie et le folklore médical, 1921. Rééd. Savoir pour être, 1995. Digitalisat
- Essais de folklore biblique. Magie, mythes et miracles dans l'Ancien et le Nouveau Testament, Émile Nourry, 1922 Digitalisat
- Les Contes de Perrault et les récits parallèles, Émile Nourry, 1923, XXIV-646 S.
- La légende du docteur Faust, L'édition d'art, 1926 Digitalisat
- En marge de la Légende dorée, Paris, Émile Nourry, 1931
- Les cinquante jugements de Salomon ou les arrêts des bons juges, d'après la tradition populaire, Editions Domat-Montchrestien, 1933 Digitalisat
- Corpus du folklore des eaux en France et dans les colonies françaises, Émile Nourry, 1934, IV-270 S.
- Corpus du Folklore préhistorique (pierres à légendes), Nourry, 1934–1936, 510 S.
- Manuel de folklore. Lettre-préface de Sébastien Charléty, J. Thiébaud, 1936, 229 S.
- Pierres magiques : bétyles, haches-amulettes et pierres de foudre. Traditions savantes et traditions populaires, J. Thiébaud, 1936, 296 S. Digitalisat
- Saint Christophe : successeur d'Anubis, d'Hermès et d'Héraclès, 1936, 55 S. Digitalisat, BNAM
- L'astrologie populaire étudiée spécialement dans les doctrines et les traditions relatives à l'influence de la Lune. Essai de méthode dans l'étude du Folklore des opinions et des croyances, J. Thiébaud, 1937, 472 S. Editions du Rocher, 1989. Digitalisat
- Deux mythes évangéliques, les douze apôtres et les 72 disciples, Émile Nourry, 1938 Digitalisat